# Jagleão

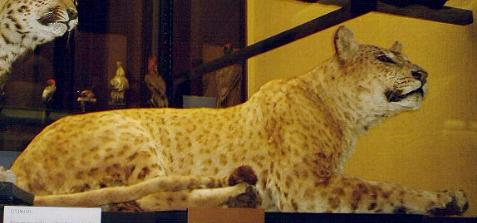
Jagleão do Museu Rothschild.

Jaglion é um híbrido entre um macho de onça-pintada e uma leoa. Os jagleões têm manchas castanhas sobre a cor de fundo característico de um leão.

## Exemplos
Dois jaglions nascidos em 9 de abril de 2006, em Barrie, Ontário, Canadá. Jahzara (fêmea) e Tsunami (macho) foram o resultado de um acidental cruzamento entre Lola, (uma leoa) e Diablo (um jaguar negro).